# Eunidia subnigra
Eunidia subnigra är en skalbaggsart som beskrevs av Stefan von Breuning 1955. Eunidia subnigra ingår i släktet Eunidia och familjen långhorningar. Inga underarter finns listade i Catalogue of Life.